# 1245
Cette page concerne l'année 1245  du calendrier julien. Pour l'année 1245 av. J.-C., voir 1245 av. J.-C.
L'année 1245 est une année commune qui commence un dimanche.

## Événements
- 22 février[1] : le synode d'Odense convoqué par le légat du pape au Danemark prononce l'excommunication contre quiconque toucherait aux biens du clergé. Le roi Éric IV de Danemark est accusé d'avoir détourné pour lutter contre Lübeck les revenus de l'Église engagés pour une campagne contre les Estes païens[2].
- Printemps : Alphonse, fils de Ferdinand III de Castille, prend Carthagène[3].
- Juin : Frédéric II confirme le Privilegium Minus à l’Autriche[4].
- 16 avril, Lyon : le pape Innocent IV envoie le frère franciscain Giovanni da Pian del Carpini (Jean de Plan Carpin) comme missionnaire auprès de l'empereur mongol (jusqu'en 1247). Il arrive à Karakorum en 1246[5].

- 28 juin : ouverture du XIIIe concile œcuménique réunit au couvent de Saint-Just à Lyon par le pape Innocent IV[6].
  - Innocent IV prêche la Septième croisade vers l'Égypte. Saint Louis se croise. La paix et la prospérité du royaume lui permettent de préparer le recrutement et le financement d’une expédition qui comprend, avec les contingents de Morée, de Chypre et d’Acre, près de trois mille chevaliers.
  - Ambassade anglaise à Lyon pour déposer une plainte contre la suzeraineté du Saint-Siège sur l'Angleterre et les abus des prélats italiens qui ont investi les meilleurs bénéfices ecclésiastiques[7].
  - Robert Grossetête participe au concile et fait campagne contre la corruption ecclésiastique[8].
- 17 juillet, Lyon : condamnation et destitution de Frédéric II[9]. Guillaume de Hollande devient son compétiteur.
- 24 juillet, Lyon : le pape Innocent IV excommunie Sanche II de Portugal et publie une bulle où il ordonne aux Portugais de choisir un nouveau roi pour remplacer l'hérétique[10].
- 19 août : mort à Aix-en-Provence de Raimond-Bérenger V de Provence, comte de Provence de 1209 à 1245 et comte de Forcalquier de 1242 à 1245, beau-père des rois de France et d'Angleterre. La Provence revient à sa fille Béatrice (1234-1267)[11].
- Été[12] : victoire d'Alexandre Nevski sur les Lituaniens à Toropetz, près de Vitebsk. Il les chasse du territoire de Novgorod[13].

- 2 octobre : le sultan d'Égypte Malik al-Salih Ayyoub prend Damas à son oncle Al-Salih Ismaël qui se retire à Baalbek[14]. Les Khwarezmiens participent à cette nouvelle attaque contre Damas. Devenus gênants par leurs prétentions territoriales en Palestine[15], ils sont décimés quelques mois plus tard au cours de deux batailles par une coalition des princes ayyoubides (1246)[16].
- 16 octobre : toute la noblesse de France est convoquée en parlement à Paris. De nombreux seigneurs se croisent à l'exemple du roi Louis IX de France[17].
- 28, 29 et 30 novembre[18] : rencontre du roi Louis IX de France et du pape Innocent IV à Cluny. Le roi ne parvient pas à réconcilier le pape avec l'empereur[19].
- 23 novembre : Haarlem, en Hollande, obtient le droit de cité[20].

- Levée de décimes sur le clergé en France (un vingtième)[21]. L’argent récolté en France, mais aussi dans les pays voisins comme le duché de Lorraine et le Duché de Bourgogne est remis à Louis IX pour organiser la croisade.
- Interdiction des takehans, mouvements de grève dans l’industrie drapière à Douai[22].